# Francisco Ferreira de Abreu
Francisco Ferreira de Abreu, primeiro e único Barão de Teresópolis (Porto Alegre, 18 de novembro de 1823 — Paris, 14 de abril de 1885) foi um médico, pesquisador e professor brasileiro.
Filho de Guilherme Ferreira de Abreu e Felisberta Luísa de Abreu, formado pela Faculdade de Medicina do Rio de Janeiro, em 1845, onde depois foi diretor e aposentou-se como professor. Em 1846 segue para França, onde forma-se doutor pela Universidade de Paris, em 1849, tendo seu nome inscrito no Tableau des savant étrangers da universidade, sendo o primeiro brasileiro a receber tal distinção. Devido à sua contribuição à ciência, o governo francês lhe condecorou com a cruz da Legião de honra.

Armas do barão de Teresópolis, as mesmas da família Abreu.

Foi professor de física e química das filhas do imperador Dom Pedro II e médico do imperador, do qual recebeu o título de barão de Teresópolis em 1874.
Seu irmão, Guilherme, organizou um loteamento rural em Porto Alegre, com colonos italianos, em 1876, no qual, homenageando o irmão, deu o nome de Teresópolis, transformando-se depois em um bairro da cidade.

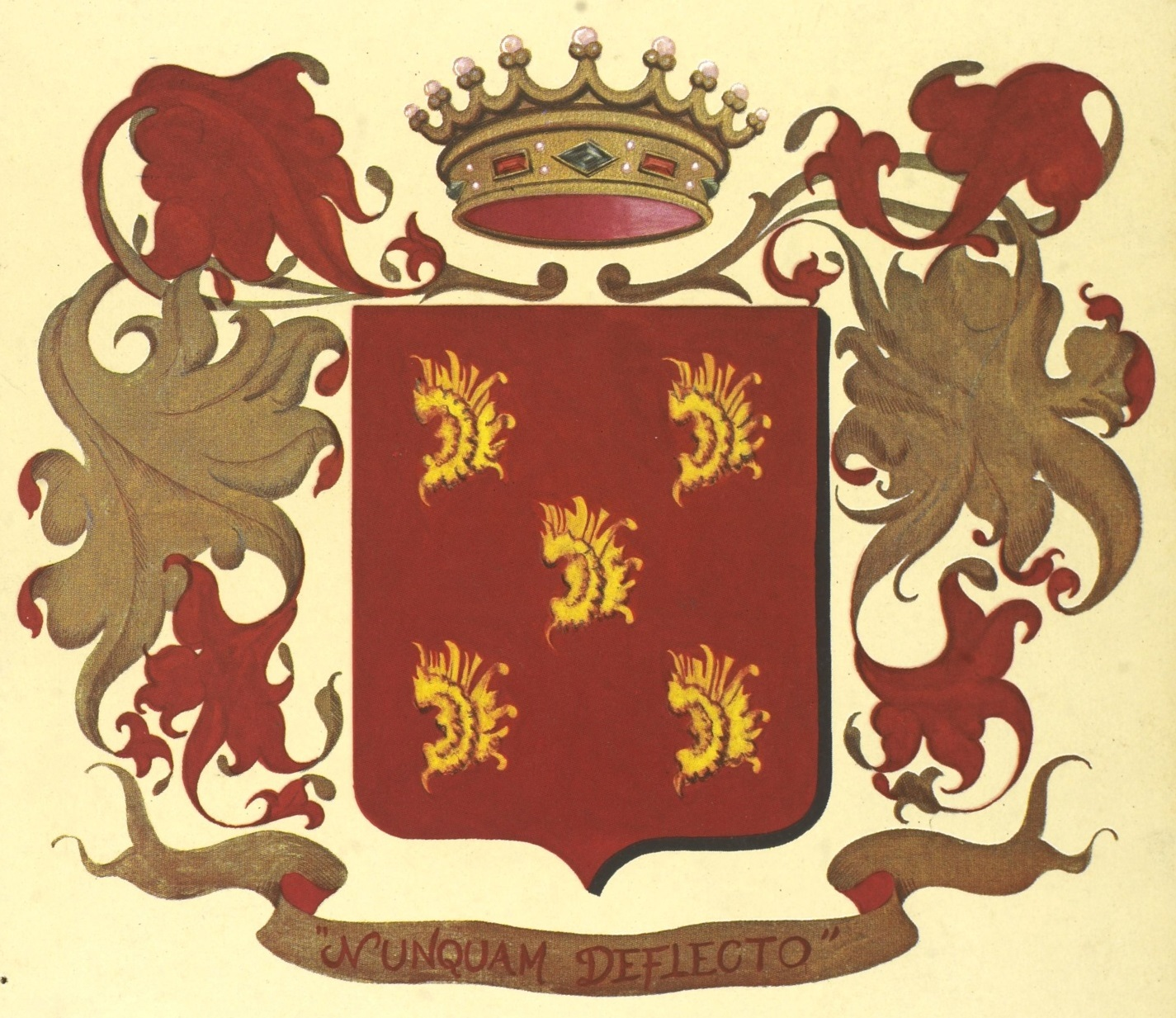
Brasão de Francisco Ferreira de Abreu.

Pesquisador, representou o Brasil em diversos congressos de medicina e higiene na Europa, tendo se destacado seu trabalho no congresso de Genebra, por ele presidido, em 1883. Estava designado para participar do congresso farmecêutico em Bruxelas, quando faleceu na Europa, sendo enterrado no cemitério de Batignolles. Seus restos mortais foram depois transferidos para o cemitério São Francisco de Paula, no Rio.
Pesquisador, foi o primeiro a generalizar o processo de Douflos e Millon para todos os venenos metálicos.